# Рагнвал Хайдюмхааре
Рагнвал Хайдюмхааре (на старонорвежки: Rǫgnvaldr Heiðumhæri като прякорът му Heiðumhæri означава „Високопочитания“ или „Многоуважавания“) е норвежки конунг от династията Инглинги, управлявал областта Вестфолд, която почти съвпадала със съвременната област Вестфол.
Рагнвал е син на Олав Гайщад-Алв и племенник на Халвдан Черния. За живота му се знае малко. Той се споменава в Сага за Инглингите, първата глава от Хеймскрингла на исландския поет и историк Снори Стурлусон. Самият Стурлусон е използвал за написването на своята творба по-старата поема Инглингатал, която според една от версиите самият Рагнвал е поръчал на скалда Тюдолв Сладкодумния да запише, за да увековечи неговите тридесет предци с подробно изброяване на смъртта на всеки един от тях и мястото, където са били погребани.